# Wohn- und Wirtschaftsgebäude Hauptstraße 3
Das Wohn- und Wirtschaftsgebäude Hauptstraße 3 in der niedersächsischen Gemeinde Wilstedt wurde in der zweiten Hälfte des 18. Jahrhunderts gebaut und am Anfang des 19. Jahrhunderts erneuert. Aktuell (2025) wird es zum Wohnen und gastronomisch als Georgeta's Garten genutzt.
Das Gebäude steht unter Denkmalschutz (siehe auch Liste der Baudenkmale in Wilstedt).

## Geschichte und Beschreibung
Wilstedt wurde 860 erstmals erwähnt und gehört zur Samtgemeinde Tarmstedt im heutigen Landkreis Rotenburg (Wümme). 
Das eingeschossige giebelständige Wohn- und Wirtschaftsgebäude als Hallenhaus in Backstein, mit ziegelgedecktem Satteldach und der Grooten Door mit Segmentbogen, wurde 1877 (Inschrift) gebaut. Die Fassaden wurden durch segmentbogige Öffnungen und Traufgesimse gestaltet.
Das Landesdenkmalamt befand u. a.: „… eine typische und qualitätvolle Massivierung eines Hallenhauses um die Jahrhundertwende zum 20. Jahrhundert ….“